# Liste der Baudenkmäler in Hummeltal
Auf dieser Seite sind die Baudenkmäler in der oberfränkischen Gemeinde Hummeltal zusammengestellt. Diese Tabelle ist eine Teilliste der Liste der Baudenkmäler in Bayern. Grundlage ist die Bayerische Denkmalliste, die auf Basis des Bayerischen Denkmalschutzgesetzes vom 1. Oktober 1973 erstmals erstellt wurde und seither durch das Bayerische Landesamt für Denkmalpflege geführt wird. Die folgenden Angaben ersetzen nicht die rechtsverbindliche Auskunft der Denkmalschutzbehörde.
 Diese Liste gibt den Fortschreibungsstand vom 19. August 2014 wieder und enthält fünf Baudenkmäler.

## Baudenkmäler nach Gemeindeteilen

### Laimen
| Lage               | Objekt      | Beschreibung                                     | Akten-Nr.             | Bild |
| ------------------ | ----------- | ------------------------------------------------ | --------------------- | ---- |
| Moosing (Standort) | Gedenkstein | Sandstein, für Pfarrer Fenzel, bezeichnet „1733“ | D-4-72-155-2 Wikidata | BW   |

### Pittersdorf
| Lage                    | Objekt          | Beschreibung                                                           | Akten-Nr.    | Bild |
| ----------------------- | --------------- | ---------------------------------------------------------------------- | ------------ | ---- |
| Dorfstraße (Standort)   | Kriegerdenkmal  | für die Gefallenen des Zweiten Weltkriegs, Mitte 20. Jh.               | D-4-72-155-7 | BW   |
| Dorfstraße 4 (Standort) | Ehem. Schulhaus | zweigeschossiger Sandsteinquaderbau mit Satteldach, um 1830            | D-4-72-155-8 | BW   |
| Dorfstraße 4 (Standort) | Stall           | eingeschossiger Sandsteinquaderbau mit Satteldach, 3. Viertel. 19. Jh. | D-4-72-155-8 | BW   |
| Dorfstraße 4 (Standort) | Nebengebäude    | eingeschossiger Sichtziegelbau mit Pultdach, 1919                      | D-4-72-155-8 | BW   |

### Voitsreuth
| Lage                    | Objekt     | Beschreibung | Akten-Nr.             | Bild |
| ----------------------- | ---------- | --- | --------------------- | ---- |
| Voitsreuth 4 (Standort) | Bauernhaus | Zweigeschossiger Satteldachbau, Sandsteinquader, über der Tür Schürzenrelief, um 1840                                         | D-4-72-155-5 Wikidata | BW   |
| Voitsreuth 4 (Standort) | Backhaus   | Kleiner Satteldachbau, Fachwerk, Sandsteinsockel, erste Hälfte 19. Jahrhundert                                                | D-4-72-155-5 Wikidata | BW   |
| Voitsreuth 4 (Standort) | Scheune    | Satteldachbau auf Sandsteinsockel, unterer Teil in Blockbauweise, verbretterte Holzkonstruktion, erste Hälfte 19. Jahrhundert | D-4-72-155-5 Wikidata | BW   |

## Ehemalige Baudenkmäler
In diesem Abschnitt sind Objekte aufgeführt, die früher einmal in der Denkmalliste eingetragen waren, jetzt aber nicht mehr. Objekte, die in anderem Zusammenhang also z. B. als Teil eines Baudenkmals weiter eingetragen sind, sollen hier nicht aufgeführt werden. Aktennummern in diesem Abschnitt sind ehemalige, jetzt nicht mehr gültige Aktennummern.

| Lage                               | Objekt        | Beschreibung                                                 | Akten-Nr.             | Bild |
| ---------------------------------- | ------------- | ------------------------------------------------------------ | --------------------- | ---- |
| Voitsreuth Voitsreuth 6 (Standort) | Wohnstallhaus | Zweigeschossig, Obergeschoss Fachwerk, bezeichnet mit „1831“ | D-4-72-155-4 Wikidata | BW   |

## Abgegangene Baudenkmäler
In diesem Abschnitt sind Objekte aufgeführt, die früher einmal in der Denkmalliste eingetragen waren, jetzt aber nicht mehr existieren, z. B. weil sie abgebrochen wurden. Aktennummern in diesem Abschnitt sind ehemalige, jetzt nicht mehr gültige Aktennummern.

| Lage                                         | Objekt        | Beschreibung                                                               | Akten-Nr.             | Bild           |
| -------------------------------------------- | ------------- | -------------------------------------------------------------------------- | --------------------- | -------------- |
| Pettendorf Pottensteiner Straße 8 (Standort) | Wohnstallhaus | Giebelständiger, eingeschossiger Satteldachbau mit Fachwerkgiebel, um 1800 | D-4-72-155-3 Wikidata | weitere Bilder |